# Jätteklintssläktet
Jätteklintssläktet (Plectocephalus) är ett släkte i familjen korgblommiga växter med fyra arter från Nordamerika, Mexiko,  Sydamerika och  Afrika. De har tidigare räknas till släktet klintar (Centaurea) men genetiska studier har visat att jätteklintarna inte är nära släkt med klintarna utan måste räknas till ett eget släkte. De skiljer sig ut genom nästan mikroskopiska detaljer i blomman.
Det är ettåriga örter utan taggar, som kan bli upp till två meter höga.